# 長野県民歌
「長野県民歌」（ながのけんみんか）は、かつて日本の都道府県の一つ、長野県が制定した県民歌である。作詞・北村隆男、作曲・前田孝。

## 概要
長野県では1900年（明治33年）に成立した浅井洌作詞・北村季晴作曲の「信濃の国」が太平洋戦争の開戦以前から地域や年齢を問わず広く歌われ「秋田県民歌」や山形県の「最上川」と並ぶ“三大県民歌”と称されて来た。
しかし、1945年（昭和20年）の太平洋戦争終結後「信濃の国」は他の多くの県民歌と同様に演奏が控えられるようになり、長野県では1947年（昭和22年）に日本国憲法公布を記念して新しい「長野県民歌」の歌詞と旋律をそれぞれ公募による選定を経て制定した。歌詞は1番から3番まで全て「信濃のわれら」で終わるなど、題名に関わらず長野市を中心とする北信地方以外では敬遠される傾向が強い「長野県」という県名が一度も歌詞に出て来ない点は「信濃の国」の影響が見られるが、県内の地名や偉人の名を挙げて讃える表現が無く抽象的な表現に終始しているところを始め「信濃の国」とは対照的な部分もある。
曲の完成後、県内各地で演奏会を実施したり楽譜を配布するなどの普及活動が行われたが、県民の間では戦前から歌われて来た「信濃の国」の認知度が圧倒的に高く「県民歌」は短期間で有名無実化してしまった。
その後、1968年（昭和43年）には「信濃の国」が県民の間で広く認知されている実態に合わせて正式な県歌として制定され、本曲は廃止された。現在は長野県の公式サイト上に参考資料の扱いで歌詞と楽譜が掲載されている。